# Museo Nacional de Varsovia
El Museo Nacional de Varsovia (en polaco: Muzeum Narodowe w Warszawie) es un museo polaco creado el 20 de mayo de 1862 con el nombre de "Museo de Bellas Artes de Varsovia".

## Historia

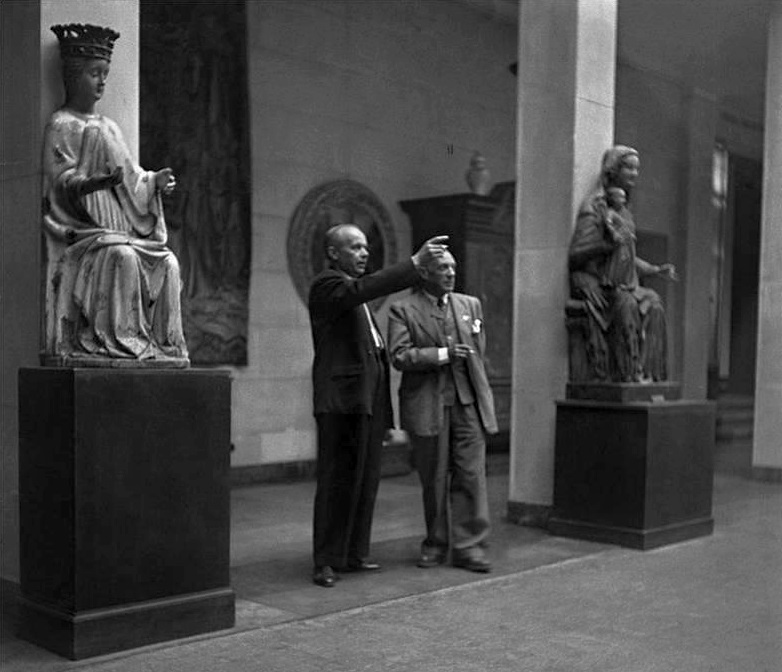
En 1948, Pablo Picasso donó al Museo su colección de cerámicas, dibujos y estampas coloreadas.

En 1916 se le cambió el nombre por el de "Museo Nacional, Varsovia" (con la inclusión de colecciones de museos e instituciones culturales tales como la Sociedad para el Cuidado de las Reliquias del pasado, el Museo de la Antigüedad en la Universidad de Varsovia, el Museo de la Sociedad para la Promoción de las Bellas Artes (Zachęta) y el Museo de Industria y Agricultura).
La colección, actualmente albergada en Aleje Jerozolimskie, se desarrolló en 1927-38 (anteriormente el museo se encontraba en ulica Podwale 15). En 1932 se inauguró una exposición de artes decorativas en las dos alas previas del edificio. En 1935, el director del museo fue Stanisław Lorentz. Un nuevo edificio se inauguró el 18 de junio de 1938.
Durante la Segunda Guerra Mundial el edificio resultó dañado y la colección saqueada por los soldados alemanes. Después de la guerra, bajo la supervisión del profesor Lorentz, el gobierno polaco recuperó obras incautadas por los alemanes.

## En la actualidad
Actualmente, la colección del Museo Nacional de Varsovia incluye unos 780.000 objetos exhibidos en muchas galerías permanentes como las de: Arte Antiguo, (galería Faras del profesor Kazimierz Michałowski), Arte medieval, Pintura extranjera, Pintura polaca, Arte de orfebrería de oro europea, Arte oriental, Arte polaco del siglo XX, Artes decorativas polacas, y Artes decorativas europeas). También alberga muchas exposiciones temporales.

## Obras destacadas

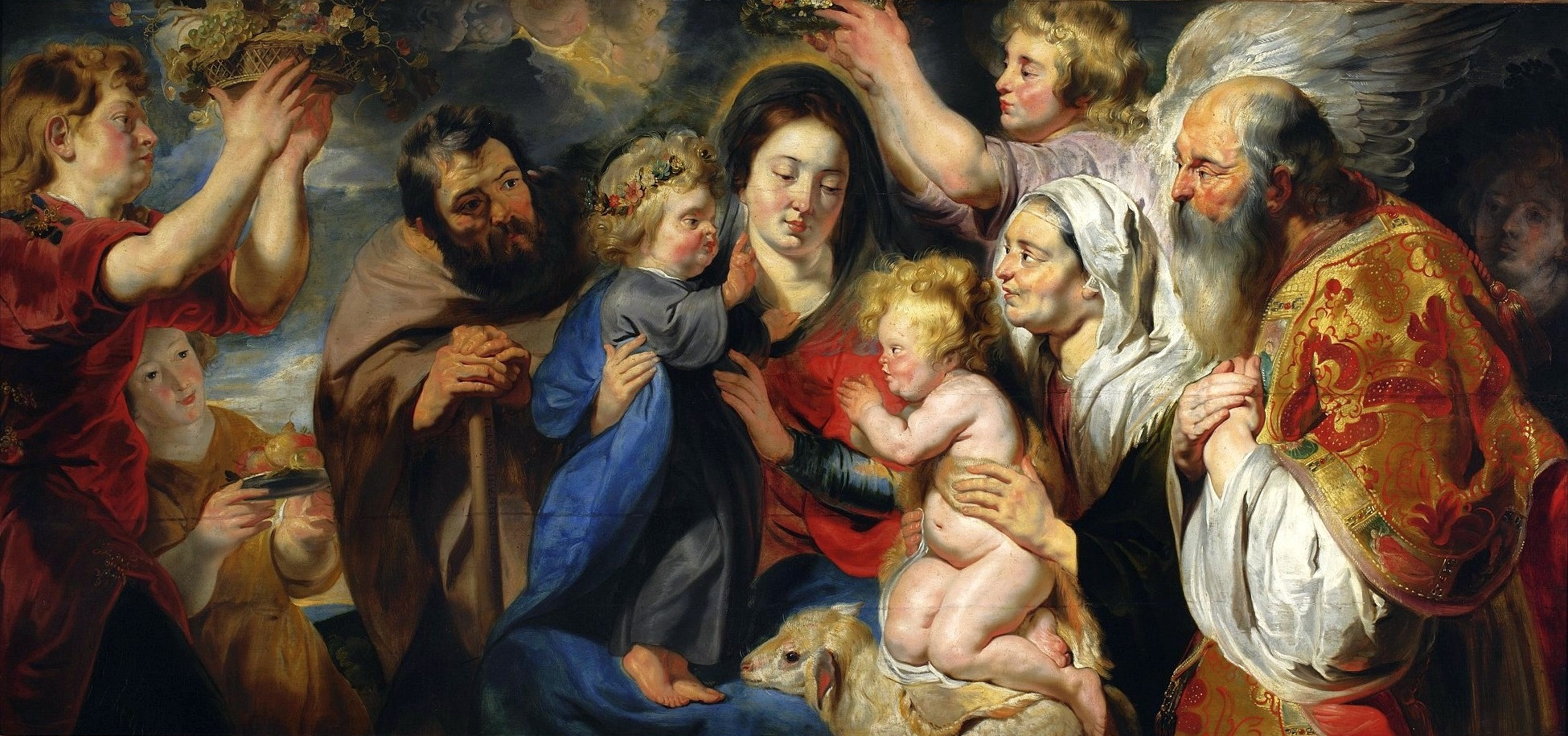
Jacob Jordaens, La Sagrada Familia con san Juan, sus padres y ángeles

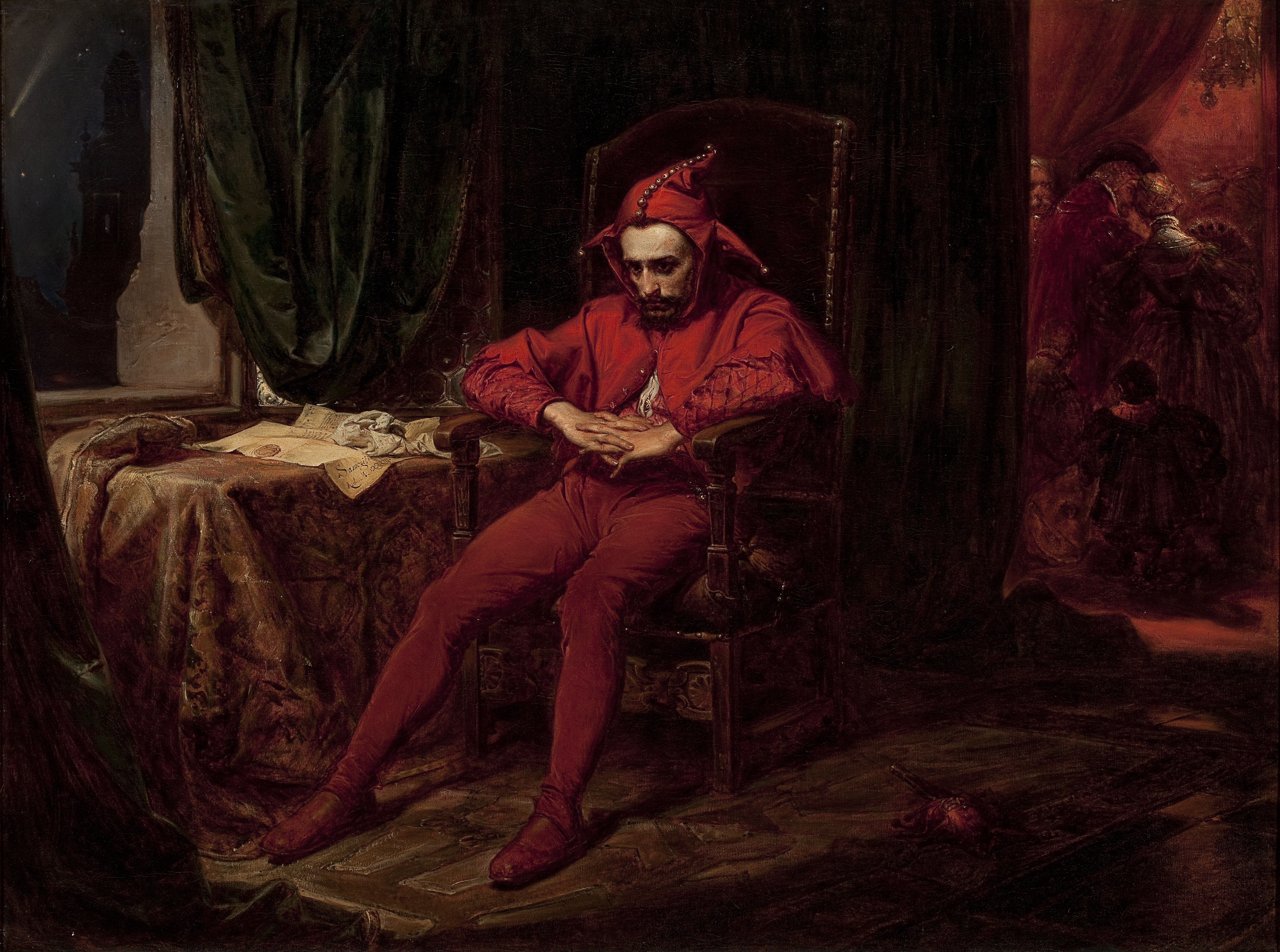
Stańczyk de Jan Matejko

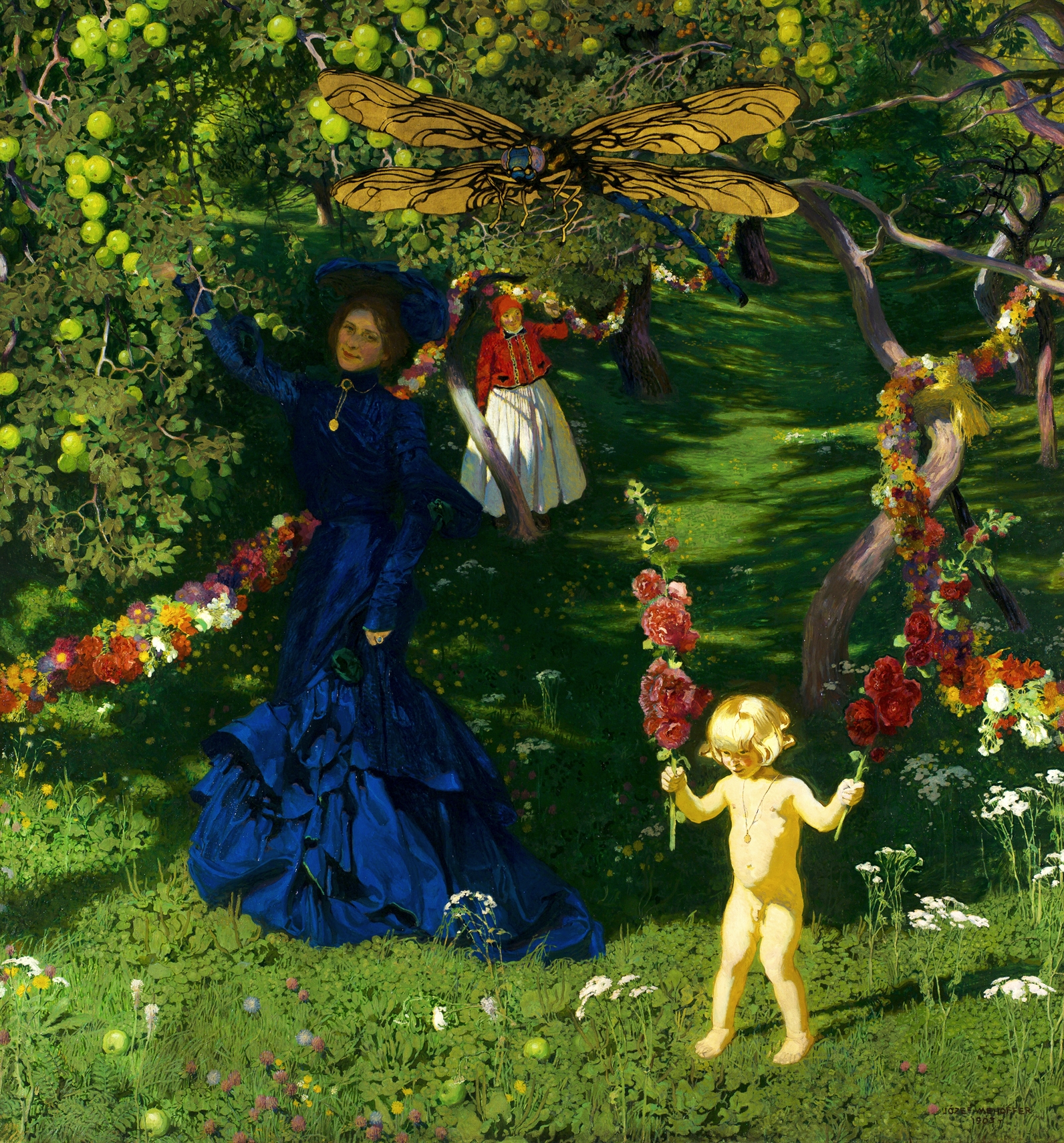
El jardín extraño de Józef Mehoffer

### Galería extranjera
- Sandro Botticelli: La Virgen y el Niño, San Juan y Ángeles.
- Paris Bordone: Venus y Amor.
- Hendrick ter Brugghen: El rey David tocando el arpa.
- Cima da Conegliano: Cristo entre los doctores.
- Willem Claesz Heda: Bodegón.
- Lucas Cranach el Viejo: Adán y Eva.
- Carel Fabritius: La resurrección de Lázaro.
- Jean-Baptiste Greuze: Guitarrista.
- Jacob Jordaens: La Sagrada Familia con san Juan, sus padres y ángeles.
- Jacopo Tintoretto: Retrato del Almirante.
- Peter Paul Rubens (taller):  La Virgen con el Niño.
- Rembrandt van Rijn (taller?): Retrato de Martin Soolmans.
- Aert van den Bossche:  El martirio de san Crispín y san Crispiano.
- Maerten van Heemskerk: tríptico Ecce Homo.
- Giambattista Pittoni: Baco y Ariadna de Varsovia.

### Galería polaca
- Olga Boznańska: El santo de la abuelita.
- Anna Bilińska-Bohdanowicz: A la orilla del mar.
- Józef Brandt: El rescate de los cautivos.
- Józef Chełmoński: Cigüeñas.
- Władysław Czachórski: Los actores ante Hamlet.
- Szymon Czechowicz: Martirio de san Juan Nepomuceno.
- Aleksander Gierymski: El mar.
- Maurycy Gottlieb: Cristo predicando en la sinagoga de Cafarnaúm.
- Artur Grottger: Autorretrato.
- Konrad Krzyżanowski: Retrato de Pelagia Witoslawska.
- Jacek Malczewski: Hamlet polaco (retrato de Aleksander Wielopolski).
- Jan Matejko: La batalla de Grunwald, El colgamiento de la campana Segismundo, Stańczyk, Retrato de Teodora Giebułtowska, Autorretrato.
- Józef Mehoffer: El jardín extraño.
- Władysław Podkowiński: Niños en el jardín.
- Henryk Rodakowski: Retrato de Leonia Brühnold.
- Ferdynand Ruszczyc: La tierra.
- Józef Simmler: La muerte de Bárbara Radziwiłł. El cuadro representa el desconsuelo del rey Segismundo Augusto frente a la muerte de su amada esposa Bárbara Radziwiłł.

## Galería

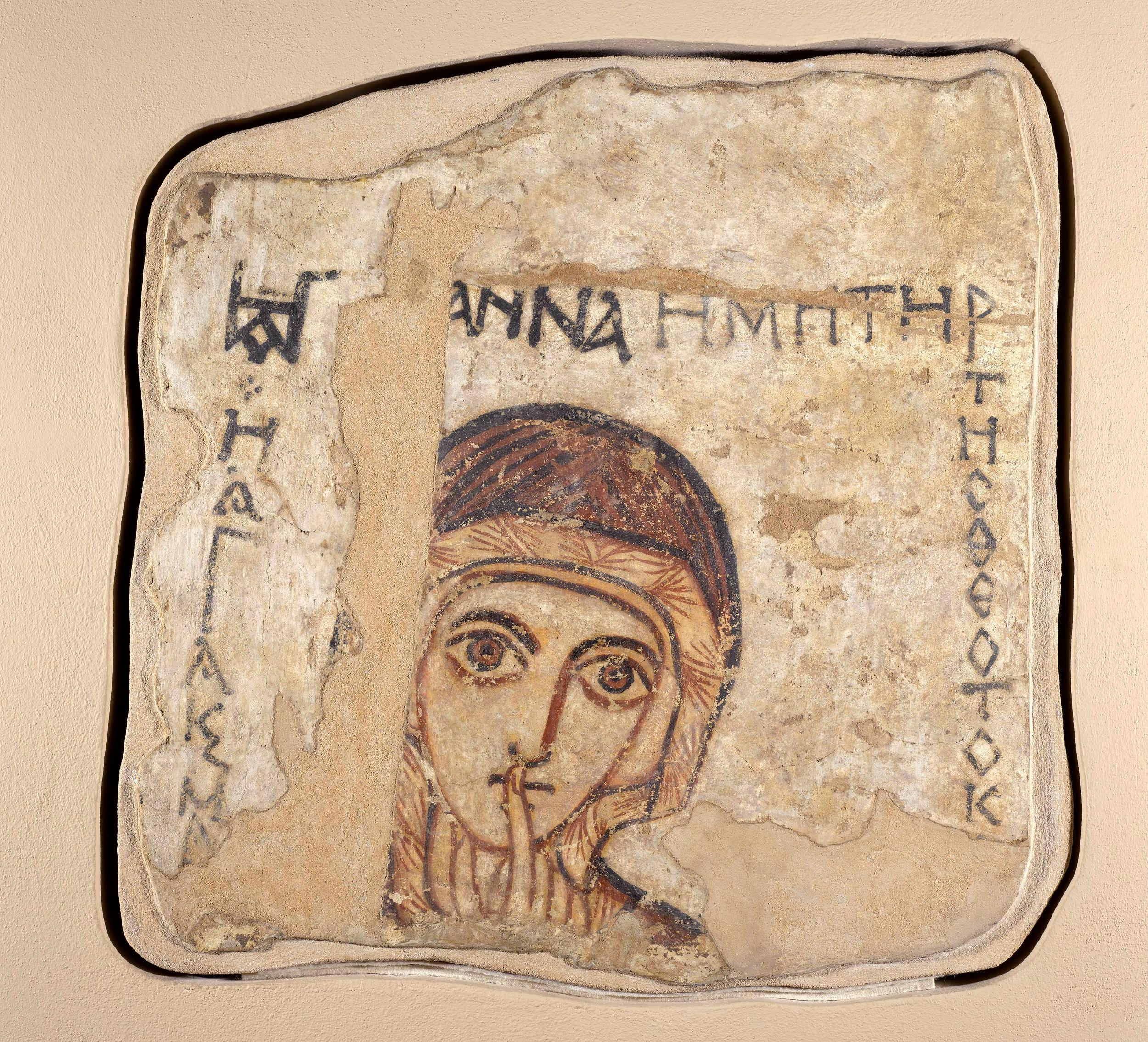
Santa Ana, fresco, siglo VIII
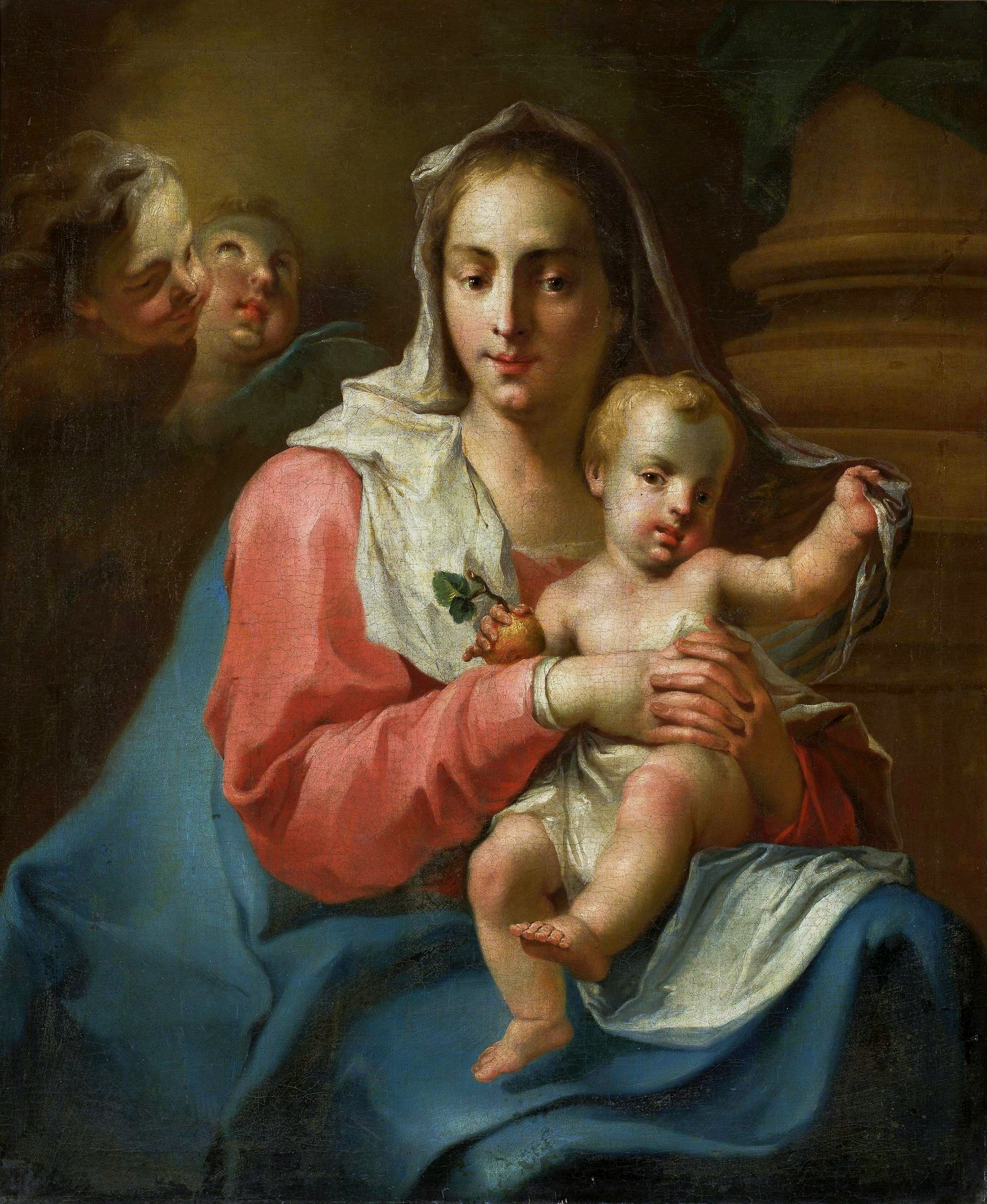
Madonna y la niña, Giambattista Pittoni
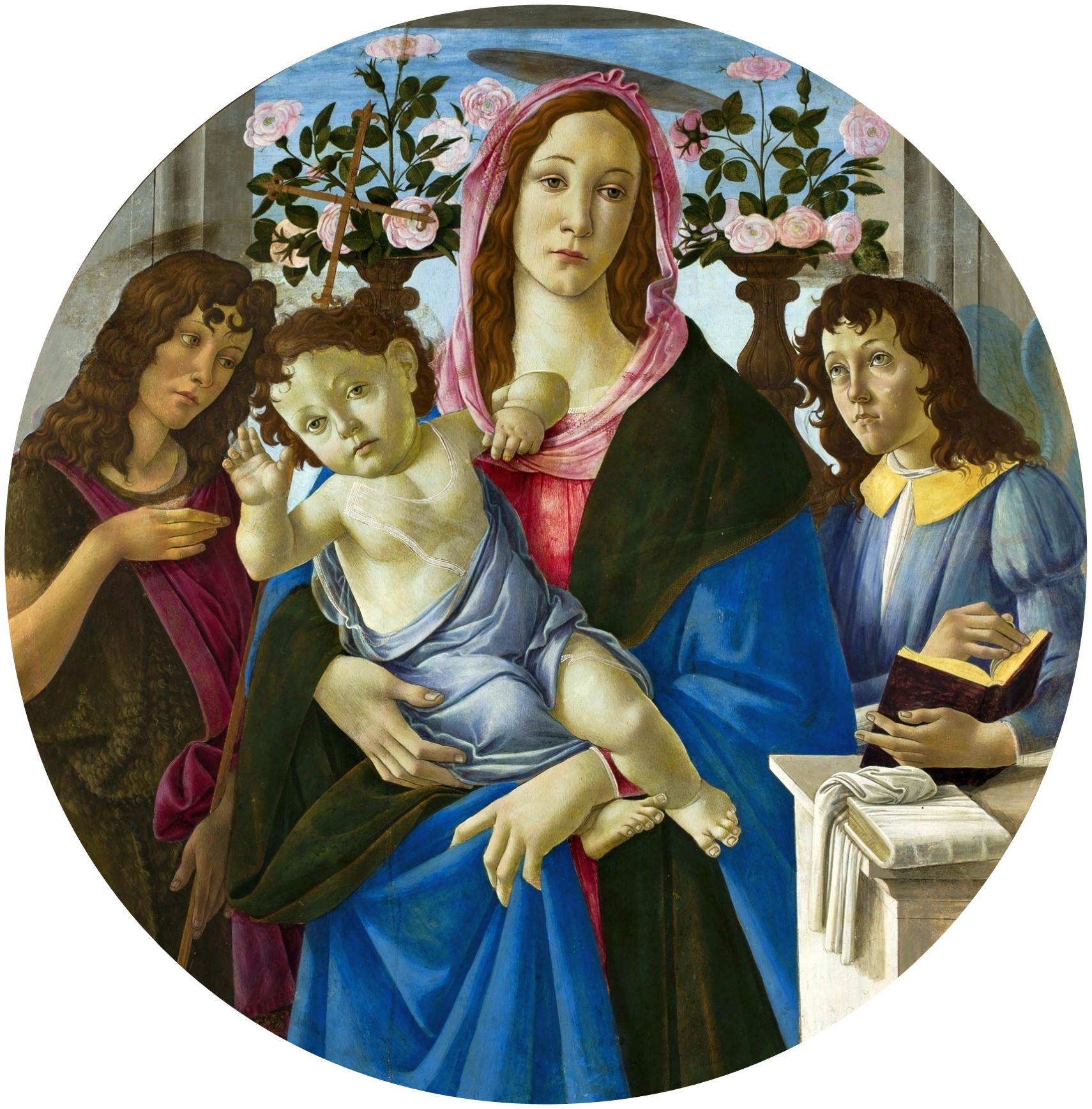
La Virgen y el Niño, con San Juan y ángeles, Sandro Botticelli
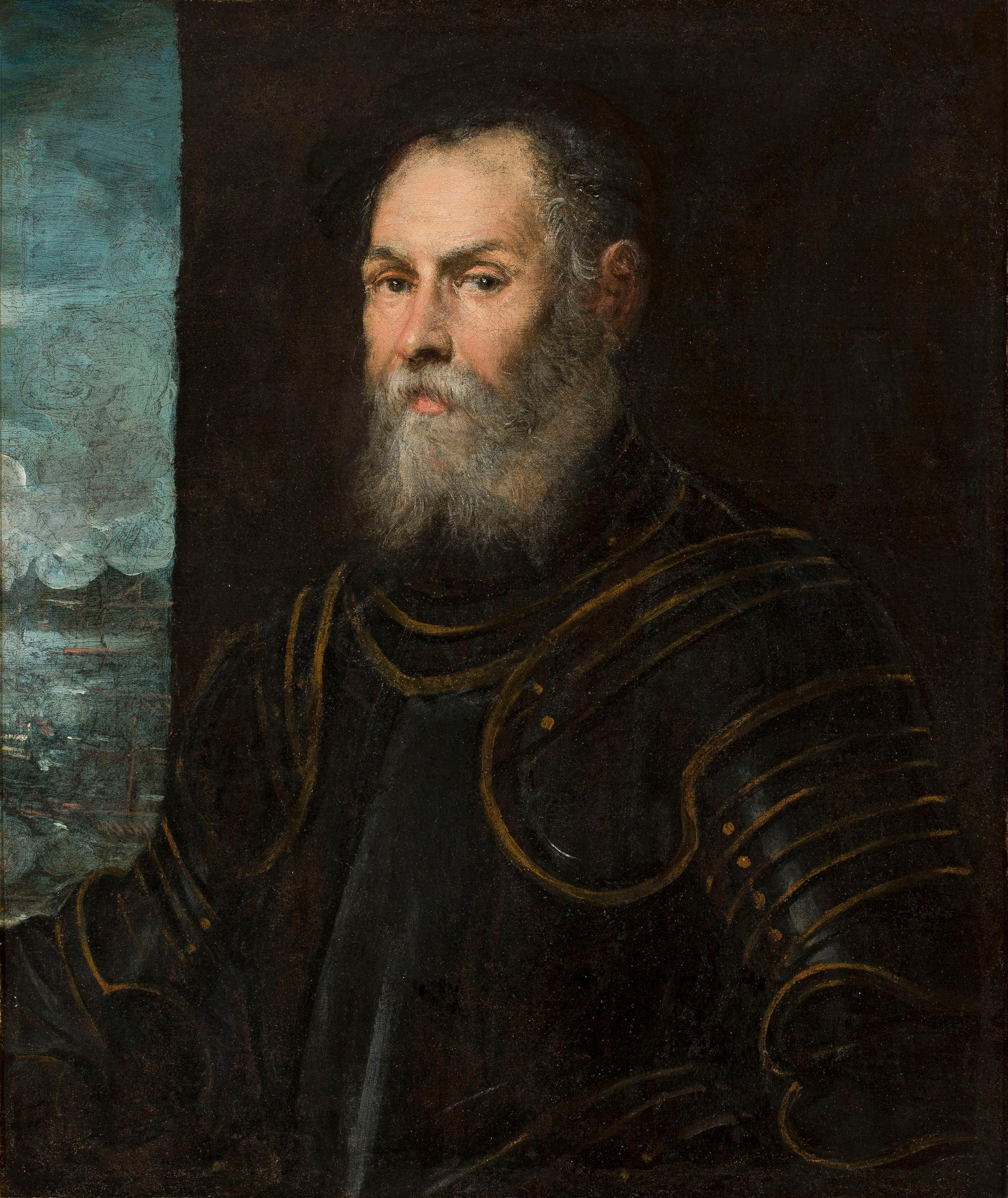
Retrato del Almirante, Jacopo Tintoretto
La batalla de Grunwald, Jan Matejko
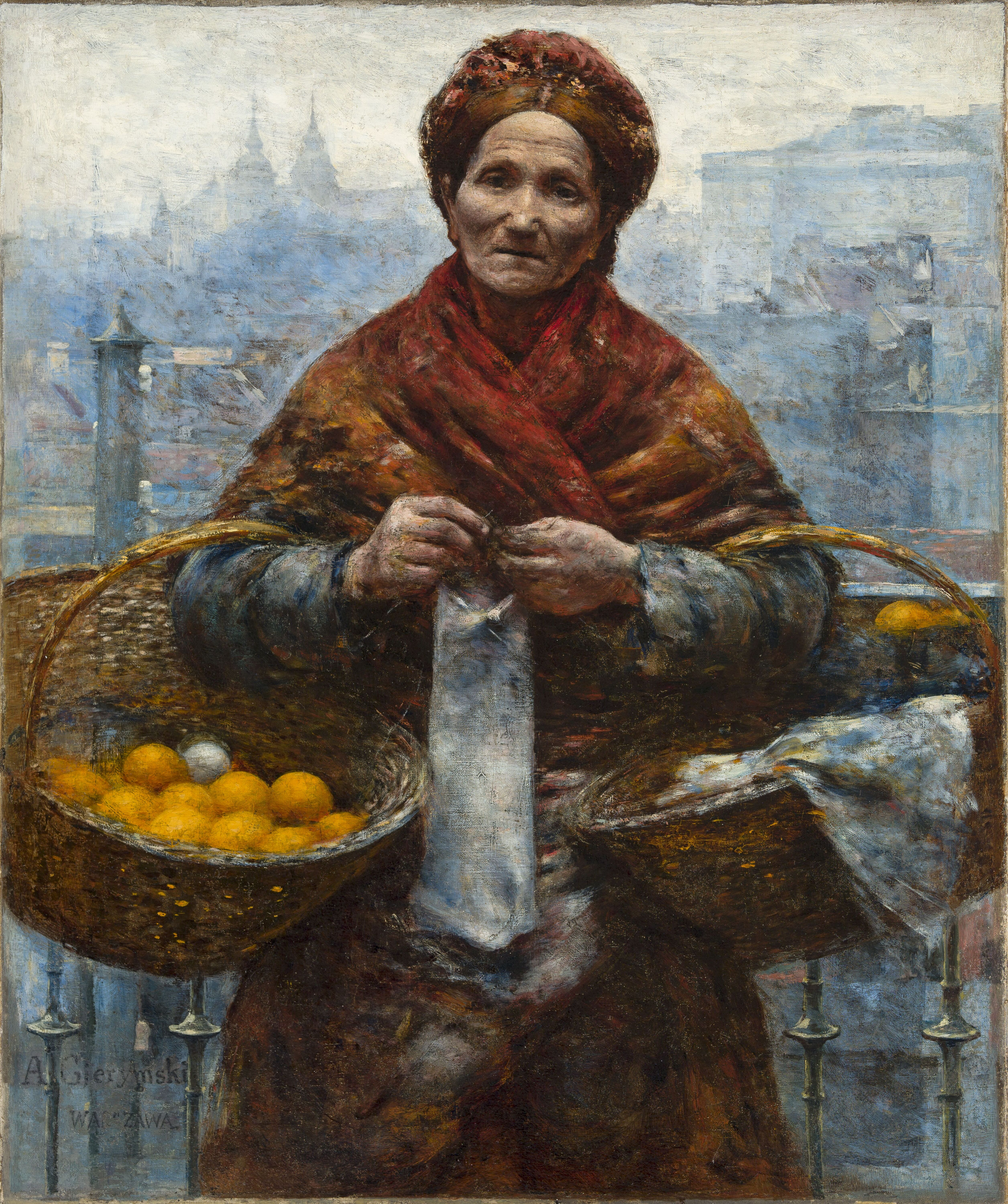
Aleksander Gierymski, Mujer judía vendiendo naranjas (1881)

## Ramas
- Museo en Nieborów y Arkadia
- Museo del cartel en Wilanów

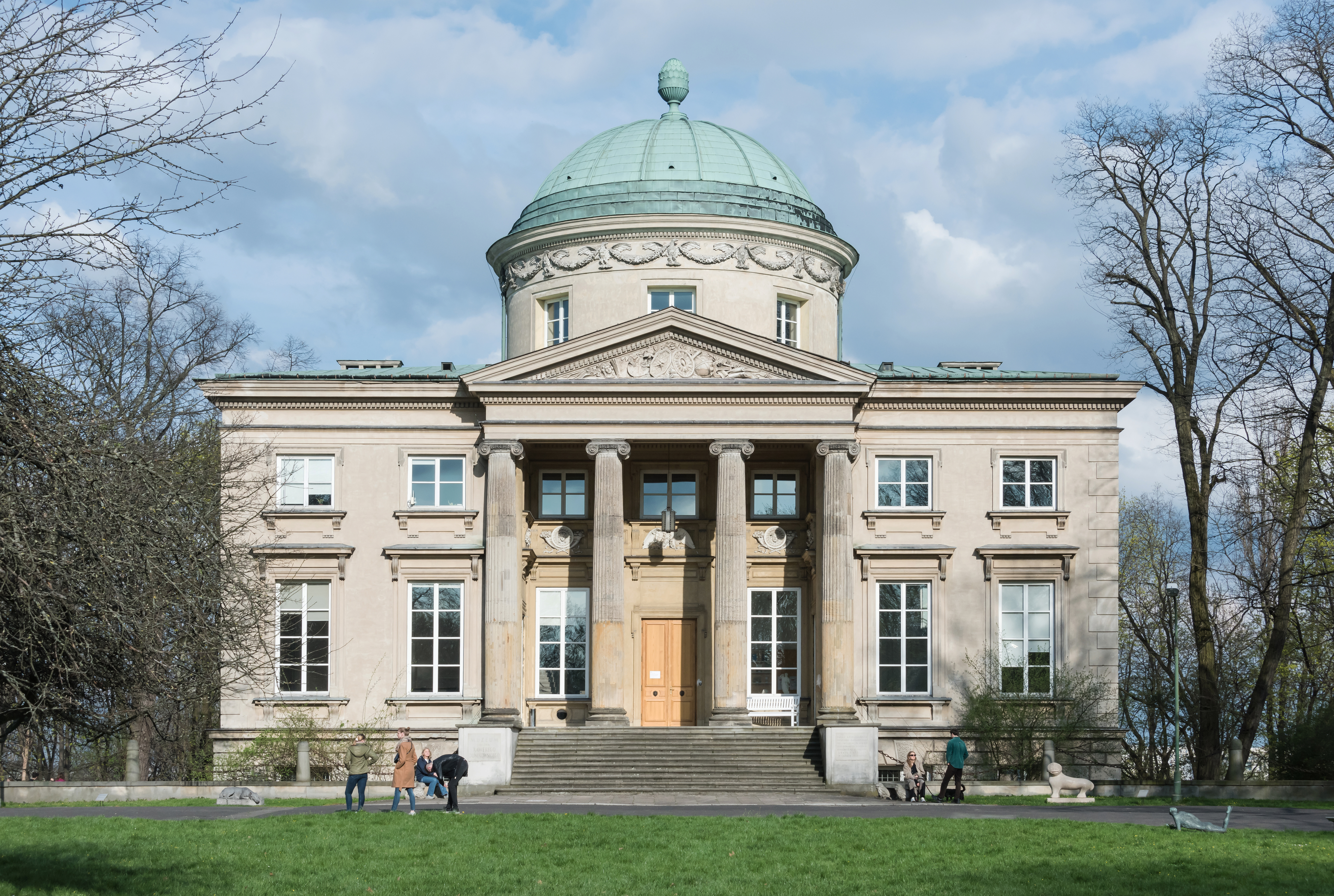
Królikarnia en Varsovia

- Museo de Escultura Xawery Dunikowski en Królikarnia
- El Museo del Interior en Otwock Wielki